# 1900年式3英吋野戰速射炮
1900年式3英吋野戰速射炮是俄羅斯帝國在19世紀末至20世紀初開發的野戰炮，它運用了制退復進機、後膛閉鎖炮閂、無煙火藥發射藥榴彈等19世紀末的最先進火炮科技，為俄羅斯研製現代化火炮的一個嘗試，雖然在現代化技術程度上不及1902年型3吋野戰炮，因此在俄羅斯砲兵的運用上較不知名。此型炮在蘇聯成立後作為固定式要塞炮台持續服役，至第二次世界大戰時仍在使用。

## 簡介

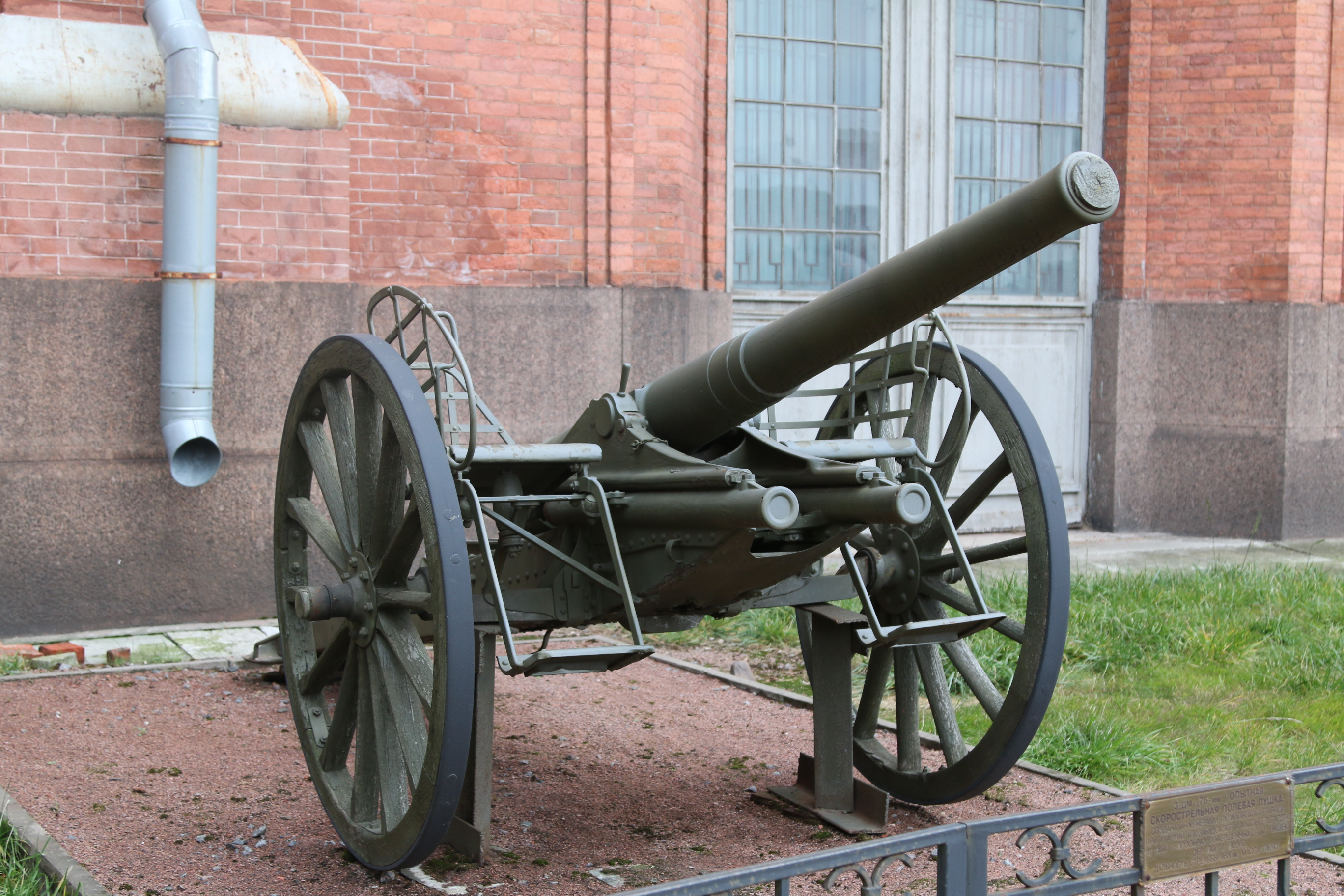
聖彼得堡砲兵博物館蒐藏的1900年式，使用的制退復進機與量產版不同設計

19世紀末，俄羅斯砲兵裝備局制定了新款3吋野戰炮規格，替換1877年式輕型野戰炮，並向國內外普遍徵詢競標。新野戰炮受到法國砲兵理論影響很大，強調在野戰炮「口徑統一」與「砲彈統一」的未來規範。
普梯洛夫工廠參與了這場競標，由工廠工程師L. A. Bishlyager、K. M. Sokolovskyi和K. I. Lipnytskyi開發了一款原型火炮，在1897年提供給俄羅斯砲兵裝備局審查，砲兵裝備局共取得了11款樣品，並選擇了四款（普蒂洛夫、克虜伯、聖沙蒙、施耐德） 進行後續測試。最後由普蒂洛夫的設計出線，在1900年2月9日獲得俄羅斯陸軍採用。值得一提的是，與法國的M1897式75mm野戰炮一樣，1900年式野戰炮也參與了八國聯軍，有一個營的1900年型野戰炮編入八國聯軍，在八國聯軍之役發揮作用。
經過八國聯軍之役，工程師得到實戰經驗回饋，提出炮架設計有改善的需要。普梯洛夫工廠工程師改良了亞歷山大·彼得羅維奇·恩格爾哈特所研發的炮架式制退復進機，這款制退復進機不同於後世主流設計裝在炮管上，而是在炮架內裝有一組連接火炮炮身的汽缸與彈簧，在火炮發射時火炮會因炮彈射擊後座力後退，汽缸與彈簧會吸收後作力並讓火炮復位，雖然在吸收後作力的效用上不如主流設計，但技術特徵上已經具有現代化速射炮必需的主要元素。

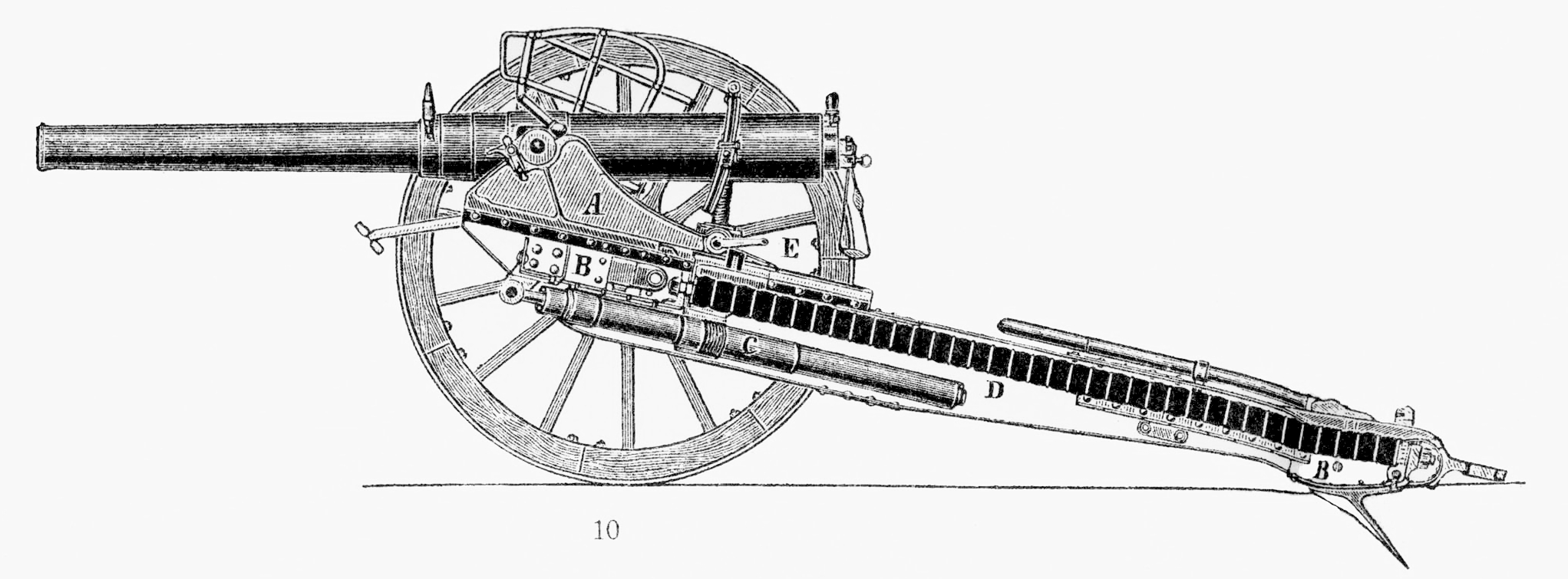
1900年式3英吋野戰速射炮的剖面圖，可以理解其制退復進機之設置方式

1900年式3英吋野戰速射炮甫量產不久，普梯洛夫工廠的工程團隊即研製出更先進的俄造M1902式762野砲，這使得1900年式隨即停產換代，但因為1902年式野戰炮測試至1903年3月3日才全部結束，此外還包括工廠產線轉換問題，1900年式量產到1903年才終止，在3年間生產數量超過2,300門。在日俄戰爭時，1900年式為俄羅斯帝國陸軍的主要野戰炮兵武器，在該戰爭中，1900年式可以有效殺傷日軍步兵與鐵絲網等野戰障礙物，但是對於防禦工事的破壞力較為不足，也因為在速射野戰炮的技術較日軍進步，使日軍在對抗俄軍時蒙受更沉重的人力耗損，也因為受到俄軍現代化野戰炮技術的震撼，促成三八式野砲的採購。
在日俄戰爭後，俄羅斯野戰炮兵幾乎汰換掉所有的1900年式，此後未退役的1900年式轉用於各要塞，作為固定防禦用要塞炮使用。第一次世界大戰中，俄羅斯陸軍因為損失大量軍事資產，使得一部分1900年式從要塞中撤出，由彼得格勒火炮工廠與基輔兵工廠整修炮架，恢復野戰炮用途，提供給二線動員步兵師運用，但整修復用的版本因為資源不足取消了炮盾。至1915年底，俄軍炮兵委員會開始整修退役的1900年式恢復戰備，1916年由彼得格勒火炮工廠修復160門。
第一次世界大戰後，尚未移出要塞的1900式野戰速射炮被繼續使用，1920年代重建的基輔要塞區即留用了許多的M1900年式。
除了俄羅斯之外，此款火炮在被擄獲後轉移給包括保加利亞、芬蘭等國使用，日本在日俄戰爭擄獲一批此型火炮，後移交給臺灣總督府警察，作為對台灣原住民作戰的武器使用，目前八通關越道路的ワバノ駐在所（華巴諾駐在所）遺址尚餘留此型火炮殘件一門。

## 保存
- 芬蘭海門林納的芬蘭炮兵博物館收藏一門，芬蘭陸軍稱它為76K 00
- 俄羅斯聖彼得堡砲兵博物館，其蒐藏為原型炮
- 日本三笠公園（日语：三笠公園）